# Kloster Sopot „Mariä Opferung“

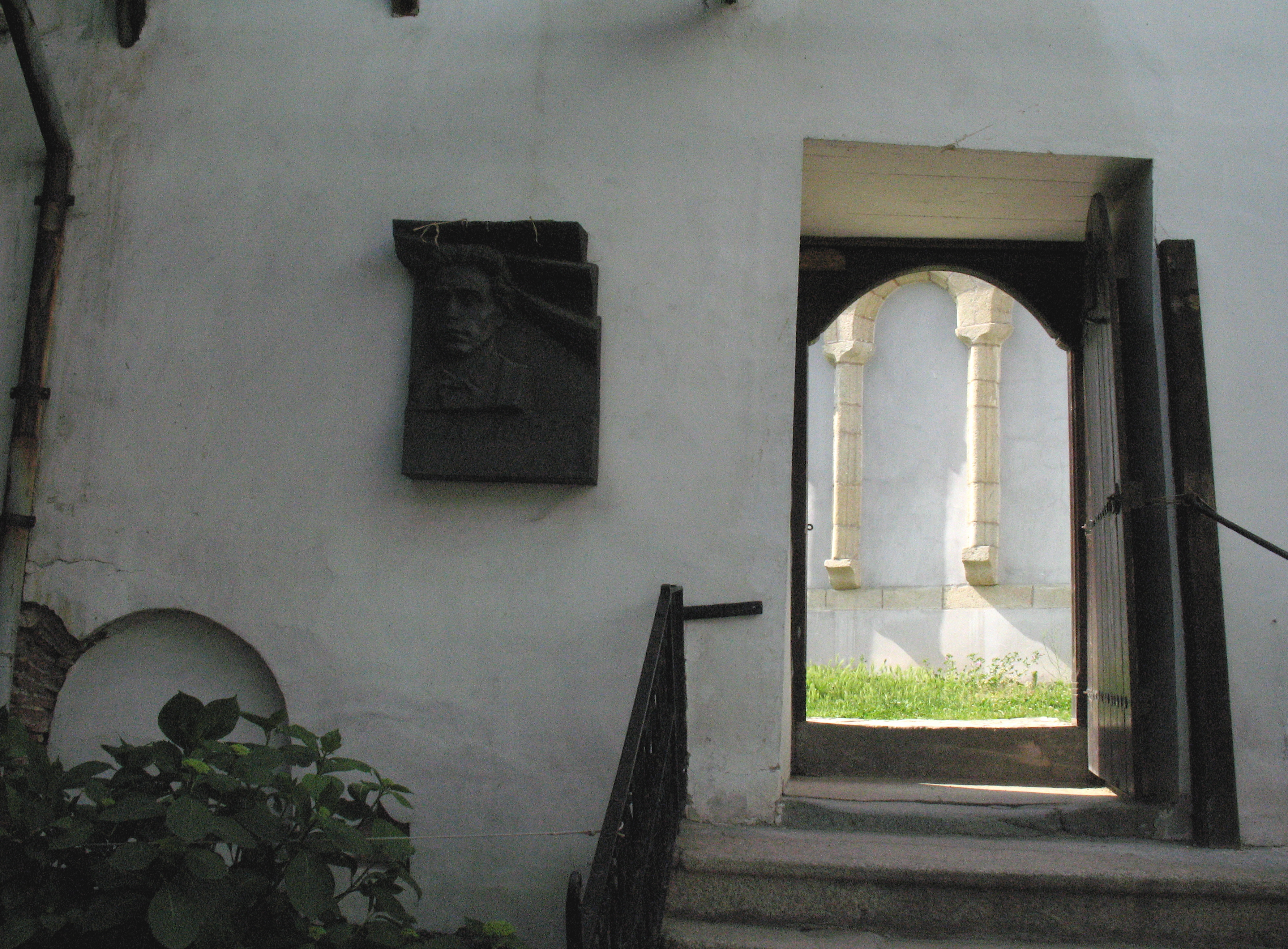
Klosterpforte (hofseitig) mit einem Bas-Relief zur Erinnerung an Wassil Lewski (2007)

Das Kloster Sopot »Mariä Opferung« (bulgarisch Сопотски манастир »Въведение Богородично«) ist ein Nonnenkloster im geistlichen Bezirk Karlowo der Diözese Plowdiw der Bulgarisch-Orthodoxen Kirche. Seine Gründung erfolgte im 17. Jahrhundert. Später wurde es auch unter dem Namen „Jungfrauen-Metoch“ („Девически Метох“) bekannt. Im 19. Jahrhundert bot es dem bulgarischen Freiheitskämpfer Wassil Lewski Zuflucht bei seinen Aufenthalten in Sopot.

## Lage
Der Klosterkomplex befindet sich im Zentrum der Stadt Sopot. Er schließt sich südöstlich dem Hof der Pfarrkirche »Hll. Apostel Petrus und Paulus« (»Св. св. апостоли Петър и Павел«) an, die an der Stara-Planina-Straße (ул. „Стара Планина“) liegt.

## Geschichte
Über die Anfänge des Klosters sind keine Dokumente erhalten. Man geht davon aus, dass die Kirche »Mariä Opferung« (»Въведение Богородично«) im 15. Jahrhundert als Kapelle außerhalb des Siedlungsgebiets angelegt wurde. Sie bildete die Keimzelle für das spätere Kloster. Der Bau der Wohngebäude begann 1664. Ein Jahr später rief die Nonne Susanna den Konvent ins Leben. Der Gebäudekomplex befand sich in der Nähe des Filialklosters, eines sog. Metochs (bulgarisch Метох, griechisch μετόχι), des Klosters Hilandar vom Berg Athos. Die Nachbarschaft zu einem Mönchskloster brachte der Schwesternschaft zur Zeit der osmanischen Herrschaft eine gewisse Sicherheit gegen Überfälle. Susannа wurde zur ersten Igumeni (Klostervorsteherin) gewählt.
Schon bald nach der Gründung eröffnete die Kommunität eine Klosterschule für Mädchen. Sie gehörte zu den ersten Bildungseinrichtungen dieser Art in Bulgarien. Der Schulbetrieb in einer Zelle des Klosters wurde bis zur Mitte des 19. Jahrhunderts beibehalten. Dann reichte die Kapazität nicht mehr aus. Mit Unterstützung wohlhabender Bürger von Sopot konnten die Mittel für eine neue Mädchenschule aufgebracht werden. Diese wurde im Hof der Kirche »Hll. Apostel Peter und Paul« erbaut und 1851 eröffnet. Früh wurde auch ein Skriptorium eingerichtet, um Bibeln und kirchliche Literatur zu vervielfältigen. Eine Reihe handgeschriebener Bücher aus dem Kloster sind bis heute erhalten. Im Sommer 1768 besuchte Païssi von Hilandar das Kloster und brachte das Manuskript für sein Buch "Slawobulgarische Geschichte" mit. Schwester Eupraxia (Сестра Евпраксия, * 1717, † 1806) übernahm die Aufgabe, eine Kopie anzufertigen. Es war die zweite Abschrift dieses Werks überhaupt und zugleich das erste von einer Frau gestaltete Exemplar. Eupraxia war Lehrerin an der Klosterschule und leitete das Kloster über 50 Jahre. Bis in die 1930er Jahre unterhielt das Kloster zudem eine Schule und eine Werkstatt für Ikonenmalerinnen.
Während einer Periode innerer Unruhen innerhalb des europäischen Teils des osmanischen Reichs, der sog. Kardschali-Zeit, wurde die Stadt Sopot 1794, 1800 sowie 1807 von verschiedenen Räuberbanden angegriffen und gebrandschatzt. 1794 kam es zur Zerstörung der Niederlassung des Klosters Hilandar. Im Lauf der nachfolgenden Jahre übertrug sich die Bezeichnung „Metoch“ auf das Nonnenkloster, obwohl dieses seit seiner Gründung selbständig ist.
Beim Kampf um die Unabhängigkeit Bulgariens spielte das Kloster eine wichtige Rolle. Es war für den Freiheitskämpfer Wassil Lewski in den Jahren zwischen 1869 und 1872 stets ein sicheres Versteck, wenn er sich in Sopot aufhielt. Igumeni Christina (Игумени Христина) übernahm persönlich Kurier- und Kundschafteraufgaben für die von Lewski gegründete Innere Revolutionäre Organisation. Am 4. August 1877, während des Russisch-Osmanischen Kriegs, drangen reguläre osmanische Truppen in Sopot ein und begannen damit, die Stadt niederzubrennen. Auch das Kloster wurde dabei verwüstet. Viele wertvolle Ikonen und Bücher, darunter die erwähnte zweite Abschrift der „Slawobulgarischen Geschichte“, fielen der Vernichtung anheim. Christina wurde von Başı Bozuken umgebracht. Nur die Klosterkirche  »Mariä Opferung« und der Westflügel der Klosteranlage blieben verschont. Ein Jahr später begann bereits der Wiederaufbau. Seitdem sind die Bauten praktisch unverändert geblieben. Das Klosterensemble ist seit 1964 als Kulturdenkmal von nationaler Bedeutung anerkannt. In der Liste der 100 nationalen Touristenziele rangiert es auf Platz 43.

## Kunst und Architektur

### Klosteranlage

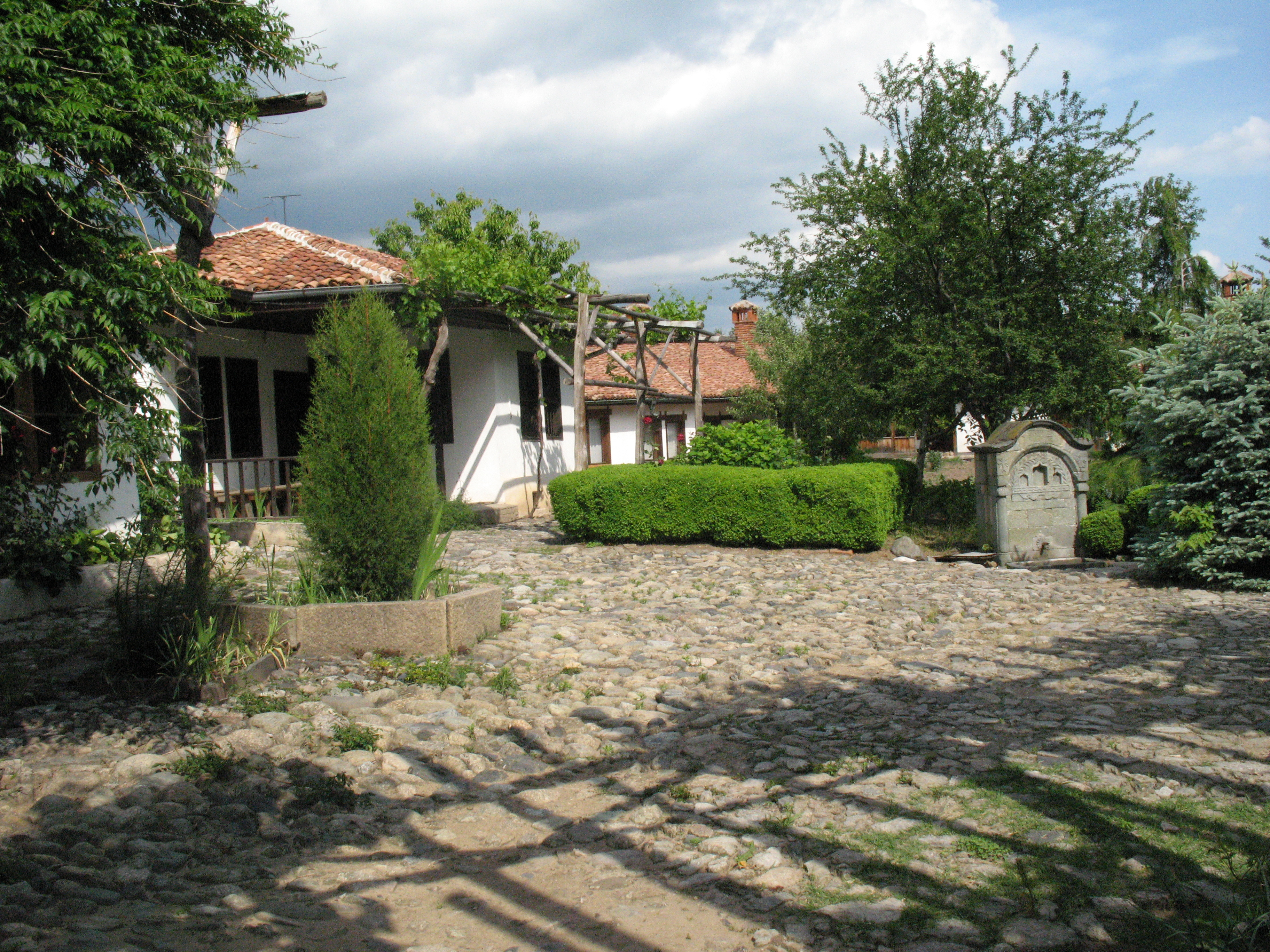
Klosterhof (2007)

Der Umriss des Klosters ist ein Nordwest-Südost orientiertes unregelmäßiges Polygon. Die Anlage umfasst einen Klosterhof im Südwesten und einen rechteckigen Wirtschaftshof im Nordosten. Beide Höfe sind durch einen Gebäuderiegel getrennt. Sie grenzen im Nordwesten an den Hof der Kirche »Hll. Apostel Petrus und Paulus«. Die Klosterpforte befindet sich in der Südostecke des Kirchhofs. An allen übrigen Seiten ist der Klosterhof durch ein- und zweigeschossige Wohn- und Wirtschaftsgebäude als auch Bruchsteinmauern umschlossen. Die Klosterkirche »Mariä Opferung« befindet sich im südlichen Teil des Klosterhofs. Der Wirtschaftshof verfügt über eine eigene Zufahrt im Nordosten.
Im Südwesten des Hofs liegen die erhaltenen Wohngebäude aus den Jahren 1864–65. Sie sind mit hölzernen Veranden versehen. Vor den Gebäuden wurden schattenspendende Pergolen errichtet. Die Zellen sind paarweise angeordnet. Jede verfügt über eine eigene Küche (bulgarisch Ашевия, Aschewija). Die größte Zelle fungierte bis 1850 als Klassenraum für die Mädchenschule. Im ersten Stock liegen die Räumlichkeiten der Igumeni. Darunter befindet sich das Versteck für Wassil Lewski, das bis heute erhalten ist.
Links neben der Klosterpforte ist hofseitig ein Bas-Relief zur Erinnerung  an Wassil Lewski angebracht. In der benachbarten Ecke wächst eine Weinrebe, der im 17. Jahrhundert gepflanzt wurde und bis heute Trauben trägt. Die Pflanze ist einer der ältesten Rebstöcke Südosteuropas. Zwischen dem Backofen (bulgarisch фурна) und dem Lebensmittellager steht ein steinerner Röhrenbrunnen aus dem Jahr 1832. Südlich der Klosterkirche befindet sich das Grab der Igumeni Christina.
Im Kloster werden zwei bedeutende Kunstwerke verwahrt: Das älteste ist die Ikone „Mariä Opferung“ („Въведение Богородично“), die 1832 von einem unbekannten Meister gemalt wurde. Die zweite Ikone zeigt ein Bildnis des „Hl. Nikolaus“ („Св. Никола“). Sie ist ein Werk des Künstlers Christo Pantschew Entschew (Христо Панчев Енчев, * 1813, † 1893), das im Jahr 1860 entstand.

### Kirche »Mariä Opferung«

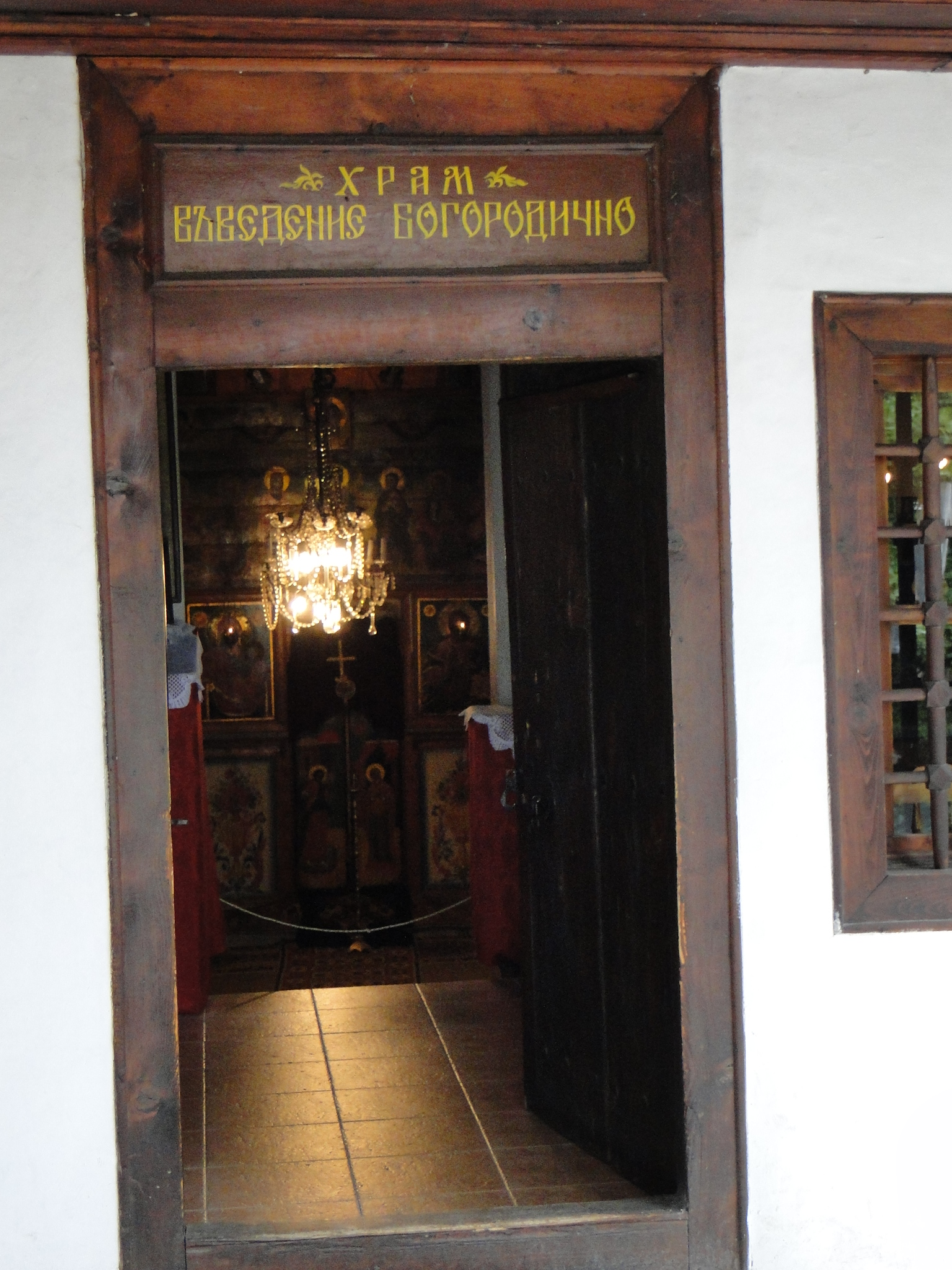
Eingang zur Klosterkirche (2016)

Die heutige Klosterkirche wurde im 15. Jahrhundert errichtet. Sie weist ein Tonnengewölbe auf. Eine Kuppel sowie eine Apsis fehlen. Selbst Wandnischen wurden nicht angelegt. Das Gebäude ist teilweise in den Boden eingelassen. Der Grund dafür liegt darin, dass zur Bauzeit ein Kirchengebäude einen osmanischen Soldaten zu Pferde nicht überragen durfte. Von einer kleinen Vorhalle gelangt man über eine Treppe in den Gemeinderaum (Naos) hinab. An der Nordwand sind Fragmente von Fresken zweier Heiliger erhalten. Laut Experten stammen sie aus dem 17. Jahrhundert. Sie sind als „Heilige ohne Köpfe“ („Светии без глави“) bekannt. Der Ikonostas enthält als Besonderheit anstelle einer Reihe einzelner Ikonen ein Fries mit der Darstellung aller zwölf Apostel. 1972 wurde die Kirche letztmalig einer Renovierung unterzogen.

## Patronatsfest
Das Patronatsfest des Klosters ist das Fest Mariä Opferung (auch Darstellung Mariens im Tempel oder Maria Tempelgang), das jeweils am 21. November gefeiert wird.